# Naklik
Naklik [pronunciación en polaco: /ˈnaklik/] es un pueblo ubicado en el distrito administrativo de Gmina Potok Górny, dentro del Condado de Biłgoraj, Voivodato de Lublin, en Polonia oriental. Se encuentra aproximadamente a 8 kilómetros al oeste de Potok Górny, a 28 kilómetros al suroeste de Biłgoraj, y a 99 kilómetros al sur de la capital regional Lublin.
El pueblo tiene una población de 458 habitantes.